# Мухаммед ибн Яхья Хамид ад-Дин
Мухаммед ибн Яхья Хамид ад-Дин (араб. قفلة عذر‎; 1839, Санаа — 4 июня 1904, Кафлат Идхар) — имам Йемена, который возглавил восстание против османского владычества в 1890—1904 годах.

## Восстание
Мухаммед бен Яхья Хамид ад-Дин был потомком основателя государства Зейдитов в Йемене — имама аль-Мансура аль-Касима (умер в 1620 году) — по линии его праправнука имама аль-Мутаваккиля аль-Касима. Будучи учёным в возрасте, он испытал Османскую оккупацию высокорья Йемена в 1872 году. В 1876 году Мухаммед и другие религиозные лидеры из Саны были арестованы турками из-за конфликта с Османской властью. Их привезели в Ходейду, где они находились под наблюдением в течение двух лет. Мухаммед пережил изгнание и вернулся к Сану.

## Комментарии
1. ↑  Младший сын аль-Муттаваккиля (Ибрагим) был прапрапрадедом Мухаммеда бен Яхьи Хамид ад-дина: Ибрагим → Мухаммед Яхья → Али аль-Мансур II (претендовавший на имамат 1810—1841 годах) → Мухаммед Яхья (имам-претендент в 1845—1872 годах) → Яхьи Хамид ад-Дин (имам-претендент в 1872—1891 годах) → Мухаммед бен Яхъя Хамид ад-Дин[1].